# توماس بارو
توماس بارو هو سياسي كندي، ولد في 7 أكتوبر 1916، وتوفي في 14 يونيو 1982.